# Eparchia chersońska
Eparchia chersońska – jedna z eparchii Ukraińskiego Kościoła Prawosławnego Patriarchatu Moskiewskiego, z siedzibą w Chersoniu. Jej obecnym ordynariuszem jest arcybiskup chersoński i taurydzki Jan (Siopko), zaś funkcję katedry pełni sobór Świętego Ducha w Chersoniu.

## Historia

Eparchia chersońska na tle podziału administracyjnego UKP PM

Eparchia została erygowana w 1775 na terenach przyłączonych do Rosji w wyniku wojny turecko-rosyjskiej pod nazwą eparchia słowiańska i chersońska. Pierwszą siedzibą biskupów była Połtawa. Eparchia liczyła 232 cerkwie i 2 klasztory. W 1837, po kolejnych reorganizacjach terytorialnych, przyjęła nazwę chersońskiej i taurydzkiej; siedzibą hierarchów była Odessa. W 1859, gdy liczyła 624 parafie i 5 klasztorów, z jej terytorium wydzielono eparchię taurydzką i symferopolską obejmującą Krym. Po jej wydzieleniu w eparchii pozostało 446 parafii, 12 soborów i cztery monastery.
Po rewolucji październikowej, w ZSRR duchowieństwo i wierni eparchii zostali poddani zmasowanym prześladowaniom, wskutek czego działalność administratury praktycznie zamarła. Odbudowa struktur parafialnych rozpoczęła się dopiero po 1945. Terytorium eparchii chersońskiej znalazło się w jurysdykcji biskupów odeskich.
W 1991 Święty Synod Ukraińskiego Kościoła Prawosławnego wydzielił eparchię chersońską z terytorium eparchii odeskiej.

## Biskupi

### 1837–1947[5]
- Gabriel (Rozanow), 1837–1848
- Innocenty (Borisow), 1848–1857
- Dymitr (Murietow), 1857–1874
- Leoncjusz (Lebiedinski), 1874–1875
- Joannicjusz (Gorski), 1875–1877
- Platon (Gorodiecki), 1877–1882
- Dymitr (Murietow), 1882–1883
- Nikanor (Browkowicz), 1883–1890/1891
- Sergiusz (Lapidiewski), 1891–1893
- Justyn (Ochotin), 1893–1905
- Dymitr (Kowalnicki), 1905–1913
- Nazariusz (Kiriłłow), 1913–1917[6]
- Platon (Rożdiestwienski), 1918–1920[7]
- Prokopiusz (Titow), 1921–1925[8]
- Teodozjusz (Kirika), 1933–1937(?)
- Antoni (Marcenko), 1942–1943
- Focjusz (Topiro), 1945
- Michał (Rubinski), 1945–1947

### Po 1991[3]
- Leoncjusz (Gudimow), 1991–1992
- Hilarion (Szukało), 1992–1997
- Hiob (Smakouz), 1997–1999
- Jonatan (Jeleckich), 1999–2008
- Hilary (Szyszkowski), 2008[9]
- Jan (Siopko), od 2008